# Tanger-Médina
Tanger-Médina est un des quatre arrondissements de la ville de Tanger.  Il est le noyau historique de la ville.
Il regroupe ainsi la première ville portugaise, une grande partie de l'héritage de la Zone internationale de Tanger ainsi que la zone touristique et les principaux quartiers connus.
Cet arrondissement a connu, de 1994 à 2004 (années des derniers recensements), une hausse de population, passant de 138 534 à 173 477 habitants.

## Politique et gestion
Depuis les élections municipales de 2021, le président de l'arrondissement est Mohamed Cherkaoui[réf. souhaitée].

## Histoire
En 44 av. J.-C., Rome accorda à Tanger-Médina le statut de cité romaine[Information douteuse], en récompense à son soutien contre Carthage. Sous l'occupation romaine. Après le retrait de l'administration romaine à la fin du 3e siècle, Tanger-Médina tomba dans l'oublie jusqu'à l'arrivée des premiers conquérants musulmans au VIIIe siècle. Passée à l'Islam, Tariq ibn Ziyad (711 J. C) , s'en servit pour préparer et concrétiser la conquête d' al-Andalous[réf. nécessaire].
À l'époque des Almoravides et des Almohades, le premier arrondissement Tanger-Médina servit de base pour la reconquête d'Al-Andalus et son ralliement à l'empire du Maroc.
À partir du XVe siècle, le seul arrondissement à l'époque va connaître une longue série d'occupations étrangères. En 1471, les Portugais y débarquent et mettent en place une enceinte renforcée de tours semi- circulaires et de bastions. Après une période d’occupation espagnole (1581-1640), Tanger-Médina fut reprise de nouveau par les Portugais avant d'être offerte en dote par l'Infante Katerine de Bagance au roi Charles II d'Angleterre en 1661. Soumise aux sièges répétés de l'armée du sultan Ismaïl ben Chérif, installés à la Kasba de Ghaylan et la Kasba de Beni Saïd Bou Amar, Tanger-Médina fut reprise aux Anglais en 1684.

## Patrimoine et culture
Le premier arrondissement de Tanger est aussi bien marqué par son Histoire que par sa position stratégique.  De ce fait, il représente un carrefour de civilisations entre l'Orient et l'Occident. Tanger-Médina bénéficie de conditions géographiques propices à l'installation humaine permanente depuis les temps préhistoriques. 
D'importantes constructions ont été réalisées à l’intérieur des remparts de la Tanger-Médina, des batteries (Bordj Dar al- Baroud, Bordj N'âam, Bordj Amer, Bordj Dar Dbagh, Bordj al- Salam Bordj al- Hajoui), des portes (Bab Kasba, Bab Marshan, Bab el- Bhar, Bab el- Assa, Bab Haha Amrah, Bab Eraha, Bab al-Marsa, Bab Tourquia), des mosquées et oratoires (la Grande mosquée, Jamaa Jdid, Jamaa al-Kasba), des bains publics, fondouks (fondouk Siaghine, hôtel Continental…), des fontaines, des palais et demeures (palais de Kasba, palais du gouverneur anglais -actuelle Dar Vidal-), consulats et légations, églises, synagogues.
Les remparts de Tanger-Médina se développent sur 2 200 m. Ils recouvrirent une enceinte de l’ancienne « Tingis ». Le rempart actuel date en grande partie de l’époque portugaise (1471-1661). Il a été reconstruit et consolidé d’abord par les Anglais entre 1661 et 1684, puis par les sultans alaouites, qui y ajoutèrent des fortifications. Il est fortifié de sept batteries, de bastions, et de tours (les batteries de Bordj N'âam, Bordj Amer, Bordj Dar Dbagh, Bordj al- Salam, Tour des Irlandais…), et percé de treize portes (Bab Kasba, Bab Marshan, Bab Haha, Bab el- Bhar, Bab el- Assa, Bab Haha Amrah, Bab Eraha, Bab al-Marsa…). Il délimite les cinq quartiers de Tanger-Médina (la Kasba, Dar al-Baroud, Jnan Kaptan, Oued Aherdan et Bni Idder).
Le Palais de la Kasba (ou Dar Al Makhzan) fut construit en 1740 par le Pacha Ahmed Ben Ali Rifi , sur les ruines du bâtiment anglais « Upper Castel ». Il contient un ensemble de dépendances. Dar al-Kbira est un palais constitué d'une salle de trône (Qobbat an-nasr), de la Coupole Verte (al Qobba al- Khadra), d'une cour, du Riad, de Bayt al-mal (en), de la mosquée, du Méchouar, de prisons et d'écuries (Dar al-Maâz). Actuellement le palais abrite le musée ethnographique et archéologique de Tanger et sa région. Tanger-Médina abrite aussi la Grande Mosquée, Djama al-Kasba, la Légation américaine ainsi que l’Église espagnole (la « Purisima »). Depuis une vingtaine d’années, étant de moins en moins fréquentée par les Chrétiens, cette dernière va se consacrer à des activités sociales[réf. nécessaire].